# 1935
1935 (MСМXXXV) е обикновена година, започваща в четвъртък според григорианския календар. Тя е 1935-ата година от новата ера, деветстотин тридесет и петата от второто хилядолетие и шестата от 30-те години на ХХ век.

## Събития

### В света
- 1 януари – Италианските колонии Киренайка, Триполи и Фезан приемат името Либия.

### В България
- 22 януари – Съставено е петдесет и второто правителство на България, начело с Пенчо Златев.
- 6 юни – Къщата на Иван Вазов е открита като музей от цар Борис.

### В Италия
- 3 октомври – Инвазия на Италия в Етиопия.

### В Германия
- 13 януари – Плебисцит в Саарланд: 91 % гласуват за връщане в териториите на Райха.
- 16 март – Закон за изграждането на Вермахта. Отново се въвежда всеобща военна служба.
- 11 април – Представители на Великобритания, Франция и Италия се срещат в Стреса и изразяват протест срещу указа на нацистите за военна служба.
- 21 май – Реч на Адолф Хитлер в Райхстага за програмата му в мирно време.
- 18 юни – Военноморско споразумение между Англия и Германия, с което се разрешава германския флот да увеличи мощта си до 35 % от този на британския.
- 26 юни – Закон за трудовата служба.
- 9 септември – Започва седми партиен конгрес на NSDAP в Нюрнберг. „Закон за защита на германската кръв и германската чест“ (Нюрнбергските закони). Забрана на бракосъчетанията с евреи. „Арийският“ произход става условие за заемане на държавни длъжности. „Имперски закон за флага“, „Закон за имперския гражданин“ и „Закон за защита на кръвта“.

## Родени

### Неизвестна дата
- Михаил Душев, български футболист и треньор
- Александър Лепавцов, политик и журналист от Република Македония († 2008 г.)
- Жоржи Косиков, бразилски юрист
- Минчо Огнянов, български скулптор († 2018 г.)
- Саме Лимани Жарноски, поет от Република Македония († 2007 г.)

### Януари
- 3 януари – Джовани Лайоло, италиански духовник
- 5 януари – Васил Методиев, български футболист и треньор († 2019 г.)
- 6 януари – Маргарита Гомес-Асебо и Сехуела Сакскобургготска, испанска благородничка
- 7 януари – Валерий Кубасов, съветски космонавт († 2014 г.)
- 8 януари – Елвис Пресли, американски певец († 1977 г.)
- 13 януари – Дамян Дамянов, български поет († 1999 г.)
- 15 януари – Робърт Силвърбърг, американски писател
- 22 януари – Григор Велев, български учен и общественик, националист († 2020 г.)
- 26 януари – Фридрик Олафсон, исландски шахматист
- 28 януари – Дейвид Лодж, английски писател и критик († 2025 г.)
- 30 януари – Благой Шклифов, български езиковед († 2003 г.)
- 31 януари – Кендзабуро Ое, японски писател, лауреат на Нобелова награда за литература през 1994 г. († 2023 г.)

### Февруари
- 12 февруари – Костадин Гугов, български фолклорен певец († 2004 г.)
- 16 февруари – Сони Боно, американски музикант и политик († 1998 г.)
- 17 февруари – Хайнц Чеховски, германски поет († 2009 г.)
- 22 февруари
  - Данило Киш, писател и преводач († 1989 г.)
  - Кирил Боянов, български учен
  - Мат Коел, американски неонацист († 2014 г.)
- 25 февруари – Пепе, бразилски футболист

### Март
- 2 март – Луис Суарес, испански футболист
- 3 март – Желю Желев, български философ и политик, президент на Република България от  1990 до 1997 г. († 2015 г.)
- 4 март – Бент Ларсен, датски шахматист († 2010 г.)
- 8 март – Любен Костов, български футболист
- 13 март – Кофи Авунор, ганайски писател († 2013 г.)
- 14 март – Иван Сотиров, български футболист
- 15 март – Ташко Георгиевски, писател от Република Македония († 2012 г.)
- 17 март – Оскар Пано, аржентински шахматист
- 17 март – Ханс Волшлегер, германски писател († 2007 г.)
- 21 март – Митрополит Филарет, Патриарший Екзарх всея Беларуси
- 24 март – Петер Биксел, швейцарски писател
- 26 март – Махмуд Абас, палестински политик
- 29 март – Волфганг Улман, германски шахматист († 2020 г.)
- 31 март – Хуберт Фихте, гермнаски писател († 1986 г.)

### Април
- 14 април – Джак Макдевит, американски писател
- 15 април – Велик Капсъзов, български гимнастик († 2017 г.)
- 16 април – Сара Кирш, германска поетеса († 2013 г.)
- 24 април – Димитър Шойлев, български лекар († 2009 г.)
- 29 април – Любомир Левчев, български писател († 2019 г.)

### Май
- 16 май – Красимир Андреев, български учител, диригент и композитор
- 19 май – Фриц Рудолф Фриз, германски писател († 2014 г.)
- 20 май – Димитър Киров, български художник († 2008 г.)
- 26 май – Алан Чумак, руски журналист и екстрасенс († 2017 г.)

### Юни
- 1 юни – Норман Фостър, английски архитект
- 7 юни – Тецухико Асаи, японски каратист († 2006 г.)
- 13 юни
  - Христо Явашев, български художник († 2020 г.)
  - Георги Божилов, български художник († 2001 г.)
  - Людмила Черних, украински астроном († 2017 г.)
- 25 юни – Чарлс Шефилд, американски писател († 2002 г.)
- 26 юни – Богдан Дочев, български футболист и футболен съдия († 2017 г.)
- 27 юни – Домна Ганева, българска актриса († 2012 г.)

### Юли
- 4 юли – Кейносуке Еноеда, японски каратист († 2003 г.)
- 6 юли – Тензин Гяцо, далай лама, лауреат на Нобелова награда за мир през 1989 г.
- 12 юли – Минчо Семов, български учен († 2006 г.)
- 17 юли – Доналд Съдърланд, канадски актьор
- 18 юли – Христо Градечлиев, български художник († 2004 г.)
- 19 юли – Василий Ливанов, руски актьор и режисьор
- 21 юли – Владилен Попов, български шахматист и журналист († 2007 г.)
- 25 юли – Миле Неделковски, писател от Република Македония († 2020 г.)
- 28 юли – Владимир Башев, български поет († 1967 г.)

### Август
- 12 август – Карл Микел, гермнаски писател († 2000 г.)
- 13 август – Живко Чинго, писател от СР Македония († 1987 г.)
- 14 август – Валентин Старчев, български скулптор
- 17 август – Олег Табаков, руски артист († 2018 г.)

### Септември
- 8 септември – Хелга М. Новак, германска писателка († 2013 г.)
- 17 септември – Кен Киси, американски писател († 2001 г.)
- 21 септември – Джими Армфийлд, английски футболист и треньор († 2018 г.)
- 29 септември – Милен Дьомонжо, френска киноактриса († 2022 г.)
- 30 септември – Никола Инджов, български писател († 2020 г.)

### Октомври
- 2 октомври – Омар Сивори, аржентински футболист († 2005 г.)
- 5 октомври – Освалд Винер, австрийски писател
- 8 октомври – Ханс Йоахим Шедлих, германски писател
- 10 октомври – Хулио Харамильо, еквадорски музикант († 1978 г.)
- 12 октомври – Лучано Павароти, италиански тенор и оперен певец († 2007 г.)
- 15 октомври – Огнян Дойнов, български политик и държавник († 2000 г.)
- 18 октомври – Питър Бойл, американски актьор († 2006 г.)
- 30 октомври – Агота Кристоф, унгарско-швейцарска писателка († 2011 г.)

### Ноември
- 3 ноември – Георги Мишев, български сценарист и писател
- 8 ноември – Ален Делон, френски актьор и режисьор († 2024 г.)
- 14 ноември – Хусейн I, крал на Йордания от 1953 до 1999 г. († 1999 г.)
- 30 ноември
  - Стоян Андов, политик от Република Македония († 2024 г.)
  - Уди Алън, американски режисьор и актьор

### Декември
- 18 декември – Жак Пепен, френски майстор-готвач
- 21 декември – Лоренцо Бандини, италиански пилот от Формула 1 († 1967 г.)
- 30 декември – Омар Бонго, габонски политик, президент на Габон от 1967 до 2009 г. († 2009 г.)

## Починали

### Неизвестна дата
- Емануил Богориди, румънски аристократ (р. 1847 г.)
- Петър Ценов, български учител и общественик (р. 1869 г.)

### Февруари
- 11 февруари – Германос Каравангелис, костурски митрополит (р. 1866 г.)

### Март
- 4 март – Теодор Гълъбов, български стенограф (р. 1870 г.)
- 16 март – Арон Нимцович, датски шахматист (р. 1886 г.)
- 20 март – Евстатий Шкорнов, български революционер (р. 1873 г.)

### Април
- 14 април – Еми Ньотер, германска математичка (р. 1882 г.)
- 27 април – Константин Томов, български политик (р. 1888 г.)

### Май
- 15 май
  - Казимир Малевич, украински художник (р. 1879 г.)
  - Ховсеп Азнавур, османски архитект (р. 1854 г.)
- 19 май – Томас Лорънс, британски офицер (р. 1888 г.)
- 21 май
  - Джейн Адамс, американска общественичка, лауреат на Нобелова награда за мир през 1931 г. (р. 1860 г.)
  - Хуго де Фриз, холандски ботаник (р. 1848 г.)

### Юни
- 2 юни – Апостол Дограмаджиев, български революционер (р. 1822 г.)
- 7 юни – Иван Мичурин, руски биолог и селекционер (р. 1855 г.)
- 24 юни
  - Алфредо Ле Пера, аржентински поет (р. 1900 г.)
  - Карлос Гардел, аржентински музикант (р. 1890 г.)

### Август
- 12 август – Никифор Никифоров, български офицер (р. 1858 г.)
- 15 август – Пол Синяк, френски художник (р. 1863 г.)
- 27 август – Ото Шот, германски химик и оптик (р. 1851 г.)
- 30 август – Анри Барбюс, френски писател и общественик (р. 1873 г.)

### Септември
- 19 септември – Константин Циолковски, руски учен (р. 1857 г.)

### Октомври
- 20 октомври – Артър Хендерсън, британски политик (р. 1863 г.)

### Ноември
- 8 ноември – Христо Славейков, български политик (р. 1862 г.)
- 19 ноември – Тинко Симов, български анархист (р. 1887 г.)
- 22 ноември – Тома Измирлиев, български писател (р. 1895 г.)
- 25 ноември
  - Анастасия Петрович Негошина, руска княгиня (р. 1867 г.)
  - Иван Сарафов, български военен деец (р. 1856 г.)
- 30 ноември – Фернанду Песоа, португалски поет (р. 1888 г.)

### Декември
- 6 декември – Панайот Пеев, български военен деец (р. 1859 г.)
- 15 декември – Васил Златарски, български историк (р. 1866 г.)
- 21 декември
  - Димитър Жостов, български офицер (р. 1868 г.)
  - Курт Тухолски, гермнаски поет и публицист (р. 1890 г.)
- 24 декември – Албан Берг, австрийски композитор (р. 1885 г.)

## Нобелови награди
- Физика – Джеймс Чадуик
- Химия – Фредерик Жолио-Кюри, Ирен Жолио-Кюри
- Физиология или медицина – Ханс Шпеман
- Литература – наградата не се присъжда
- Мир – Карл фон Осиецки